# Michalīs Kakiouzīs
Michalīs Kakiouzīs (in greco Μιχάλης Κακιούζης?; Atene, 29 novembre 1976) è un ex cestista e allenatore di pallacanestro greco.
Gioca come ala; alto 207 cm, è stato il capitano della Nazionale greca vittoriosa agli Europei 2005.

## Carriera
Ha iniziato a giocare a pallacanestro con lo Ionikos Nea Filadelfia, debuttando in prima squadra a 16 anni, nel 1992. Nel 1995, dopo aver vinto i Campionati del Mondo juniores, è stato ingaggiato dall'AEK Atene, con cui ha raggiunto la finale di Eurolega nel 1998.
È in grado di giocare in entrambi ruoli di ala grande e ala piccola. 
Mihalīs Kakiouzīs, in un basket lento e fisico come quello greco, ai tempi dell'AEK Atene, era utilizzato soprattutto da ala piccola. In Italia, dove si gioca una pallacanestro più tecnica e veloce, l'allenatore della Montepaschi Siena Carlo Recalcati lo ha spostato più vicino a canestro nel ruolo di ala forte.
Nell'estate 2005 è stato ingaggiato dal Barcellona allenato da Ivanovic, mentre nel 2007 è andato in Andalusia.
È stato il capitano della nazionale ellenica campione d'Europa agli Europei disputati a Belgrado nel settembre 2005, giocando 22,3 minuti a partita, segnando 7,3 punti e catturando 4,7 rimbalzi.
È uno dei migliori cestisti in circolazione nel movimento senza palla ed è in grado di difendere sia sui lunghi avversari sia sugli esterni: l'ex allenatore dell'AEK, Dušan Ivković, lo utilizzava spesso in marcatura sul playmaker.
In carriera ha vinto un campionato del mondo juniores (1995), una Coppa Saporta (AEK: 2000), due Coppe di Grecia (AEK: 2000, 2001), un campionato ellenico (AEK: 2002), un campionato italiano (Montepaschi Siena: 2004) e una Supercoppa italiana (Montepaschi: 2004).

## Palmarès

### Giocatore
- Campionato greco: 1

AEK Atene: 2001-02
- Campionato italiano: 1

Mens Sana Siena: 2003-04
- Campionato turco: 1

Efes Pilsen Istanbul: 2008-09
- Coppa di Grecia: 2

AEK Atene: 1999-2000, 2000-01
- Copa del Rey: 1

FC Barcelona: 2007
- Coppa di Turchia: 1

Efes Pilsen Istanbul: 2008-09
- Supercoppa italiana: 1

Mens Sana Siena: 2004
- Coppa Saporta: 1

AEK Atene: 1999-2000

### Allenatore
- Campionato cipriota: 1

Keravnos: 2021-22